# Лазарев, Александр Емельянович
Алекса́ндр Емелья́нович Ла́зарев (1815—1877) — юрист, председатель Казанского окружного суда; тайный советник.

## Биография
Обучался в Казанской гимназии (1827—1831) и на нравственно-политическом отделении Казанского университета (1831—1834). По окончании курса в университете был командирован в Санкт-Петербург «для изучения способа хронологии по методе Язвинского» и после возвращения, в течение 1835—1840 годов, преподавал историю и статистику в 1-й Казанской гимназии, вместо назначенного директором Астраханской гимназии Рыбушкина.
С 28 июля 1838 года преподавал в университете русскую историю, вместо умершего профессора В. Я. Булыгина — до весны 1839 года. 13 ноября 1844 года утверждён управляющим Кавказской палатой государственных имуществ. 5 апреля 1856 года был назначен управляющим Минской палатой имуществ; 9 января 1861 года — управляющим Олонецкой палатой имуществ; 5 августа 1864 года — управляющим Курской палатой государственных имуществ. С 17 октября 1868 года — прокурор Полтавского окружного суда.
Высочайшим приказом по Министерству юстиции от 9 июля 1870 года № 23 назначен председателем Казанского окружного суда. Председательствовал на судебном заседании в первом в истории судопроизводства Казанской губернии процессе с участием присяжных заседателей (19 (31) декабря 1870).
2 мая 1875 года переведён председателем Департамента Казанской судебной палаты.
Скончался 15 декабря 1877 года в Казани.